# Port de Calafat
El Port de Calafat és un port esportiu de la costa de les Terres de l'Ebre, situat al cor del golf de Sant Jordi, a la urbanització de Calafat, al municipi de l'Ametlla de Mar (Baix Ebre), entre la platja de Calafat, al nord-est, i la cala Llobeta, al sud-oest. N'és el titular l'organisme de Ports de la Generalitat, i el gestiona l'empresa Calafat, SA. Disposa de 324 amarraments per a embarcacions de fins a 30 metres d'eslora. La bocana té una amplada de 53 metres, i un calat de 5,5 metres, amb un calat interior de 3,75 metres.

## Història
El port es començà a construir el 1980, i després de diversos temporals, que van assentar l'escullera, es va continuar amb l'interior, amb 404 amarratges. El 2008 es va reestructurar el port, transformant la seva aparença i funcionalitat, passant dels 404 a 324 amarratges. El 2011 s'implementà el varador.

## Activitats
El 2014 es van incorporar les activitats nàutiques i el 2018 s'inaugurà l'Enjoy Calafat, amb servei de lloguer d'embarcacions, amb i sense titulació. El Nàutic Parc Costa Daurada i Terres de l'Ebre ofereix lloguer de kayaks, paddle surf, motos d'aigua i classes d'iniciació de surf o busseig.